# منطقة شوراشاندبور
شوراشاندبور رمزها «CC» (بالإنجليزية: Churachandpur)‏ ، هو تقسيم إداري لدولة الهند تتبع ولاية مانيبور (بالإنجليزية: Manipur)‏ ، مركزها هو مدينة شوراشاندبور (بالإنجليزية: Churachandpur)‏ عدد سكانها حسب تعداد سنة 2001 هو 228,707 ، مساحتها 4,574 كم² وكثافة السكان 50 لكل كم² .

## أعلام
- صيام هنغال